# Ahneby
Ahneby (tiếng Đan Mạch: Åneby) là một đô thị thuộc huyện Schleswig-Flensburg, bang Schleswig-Holstein, Đức.